# Ус (приток Енисея)
Ус — река в Красноярском крае России, правый приток Енисея. В районе впадения в Саяно-Шушенское водохранилище образует Усинский залив.

## Этимология
Название от монгольского ус, усу, усун — «вода, река», сохраняется предположительно со времени вторжения в XIII веке Чингисхана в пределы Минусинского края.

## География
Один из истоков Уса берёт начало из карового Чёрного озера на северо-восточной оконечности Куртушибинского хребта, другой — с горного узла, в котором сходятся хребты Куртушибинский и Узун-Арга.
Длина реки — 236 км, площадь водосборного бассейна — 6680 км². Берёт начало в Западном Саяне. Питание реки смешанное, с преобладанием снегового. Среднегодовой расход воды — 66 м³/с. Замерзает в ноябре, лёд держится до апреля — начала мая.
Ус принимает притоки (по порядку) Анягус, Верхнюю Буйбу, Чап, Среднюю Буйбу, Нижнюю Буйбу, Тихую. Далее, с Араданского хребта — Араданку, Иосифовну, Нистафоровку, с Куртушибинского хребта Коярд, Ореш и Омул.
По склонам долины верхнего Уса — густая, труднопроходимая темнохвойная тайга из сибирской ели, сибирского кедра с примесью лиственницы. Многие вершины поднимаются выше 2000 м. Верхняя граница леса находится у отметки 1600 м. На этом уровне находятся субальпийские луга, ещё выше, водораздельные пространства покрыты высокогорной тундрой. На них летом цветут растения горных тундр. Карликовые ивы, ерниковые заросли рододендронов, круглолистной берёзки покрывают подступы к тундре. Кедрово-пихтовые стланики, можжевельники, по верхней границе — горные кедры.
Наиболее крупные поселения в долине Уса — Иджим (исчез во второй половине XX века), Арадан, Верхнеусинское и Нижнеусинское.

## История
В долине реки Ус выявлено 9 разновременных археологических памятников окуневской, скифской, саглынской, тюркской археологических культур. Выявлено два памятника изобразительного искусства.
По одной из легенд о происхождении киргизов, 40 мужчин из земли Усы (реки Ус) и 40 женщин из земли Хань дали начало всем киргизам.
В зиму 710—711 года, при покорении киргизов ханом Тунюкуком, войска завоевателей, по версии В. В. Бартольда, попали в Минусинскую котловину именно по льду Уса и Енисея.
По сообщению китайского исторического трактата XIV века Юаньши, в 1218 году, хан Джучи, при подавлении восстания кыргызов против монгольской империи, по приказу Чингис-хана, дошёл до области Ус-а. То есть до долины реки Ус, и, спустившись по усинской долине до Енисея, вниз по течению Енисея, по льду дошёл до минусинской котловины и жестоко подавил восстание.
По усинскому ущелью пролегала часть тракта из Красноярска в Тыву.
В период золотой лихорадки XIX века, русскими искателями в долине реки Ус, в бассейне левого притока р. Куртучикем (р. Золотая) на прииске Воскресенский добыто порядка 950 килограммов золота.